# 玄峻極
玄峻極（韓語：현준극，1924年1月14日—1997年8月14日），北韓政治人物，官至朝鮮勞動黨國際部部長、駐中國大使及黨中央委員會委員。後在1997年忽然失勢，並在同年離世。

## 生平
玄峻極出生於咸鏡南道，後於莫斯科大學畢業。1954年，他成為朝鮮勞動黨宣傳鼓動部指導員。兩年後轉職為《勞動新聞》編輯部長。1959年，他晉升為該報的副經理兼副主編。同年10月，又被委任為朝鮮記者同盟的中央委員。翌年成為該組織的副委員長。1962年，他被任命為黨宣傳中央委員會委員。
1964年，玄峻極被委派到北京任駐華大使，直至1977年。在這10年間，儘管他身在中國，但他依然能在1966年當選為最高人民會議代議員。1972年，他又連任代議員一職。1975年，他入選為黨中央委員會候補委員。兩年後，他晉升為最高人民會議的副委員長及黨中央委員會委員。同年，他又被任命為國際部副部長。1980年，他成為黨中央委員會副部長，並兼任政務院參事。此外，隨著兩韓關係的改善，朝鮮半島兩國在這一年進行會談，玄峻極為朝方的首席代表。
1981年，日本與北韓的關係也有所改善，玄峻極因而被任命為朝日友好促進親善協會會長，負責對日事務。翌年，他獲頒金日成勛章，並成為中央人民委員會委員，同時，再度當選為最高人民會議代議員。1986年，他升為國際部部長，且第4次成為最高人民會議代議員。1988年，又返回《勞動新聞》，兼任該報總編。1990年，他第5次當選最高人民會議代議員。
1997年2月，玄峻極忽然被罷免，並在同年8月14日去世。北韓官方並沒有公佈其死因。有分析指，玄峻極與勞動黨書記黃長燁關係密切。黃長燁于1997年2月逃離北韓，玄峻極受到牽連而被解職。

## 資料來源
1. 1 2 3 4 5 6 7 8 9 10 11  현준극(玄峻極)[永久]
2. ↑  남북실무회담에 앞서 악수를 나누는 현준극 평양측 수석대표(좌)와 김영주 수석대표 的存檔，存档日期2014-02-01.
3. ↑  ，"金正日任命親信金養建為統戰部部長"。 《韓聯網》 2007 4 4